# Parentia asymmetrica
Parentia asymmetrica är en tvåvingeart som beskrevs av Grichanov 2000. Parentia asymmetrica ingår i släktet Parentia och familjen styltflugor.
Artens utbredningsområde är Namibia. Inga underarter finns listade i Catalogue of Life.